# Menzi Muck

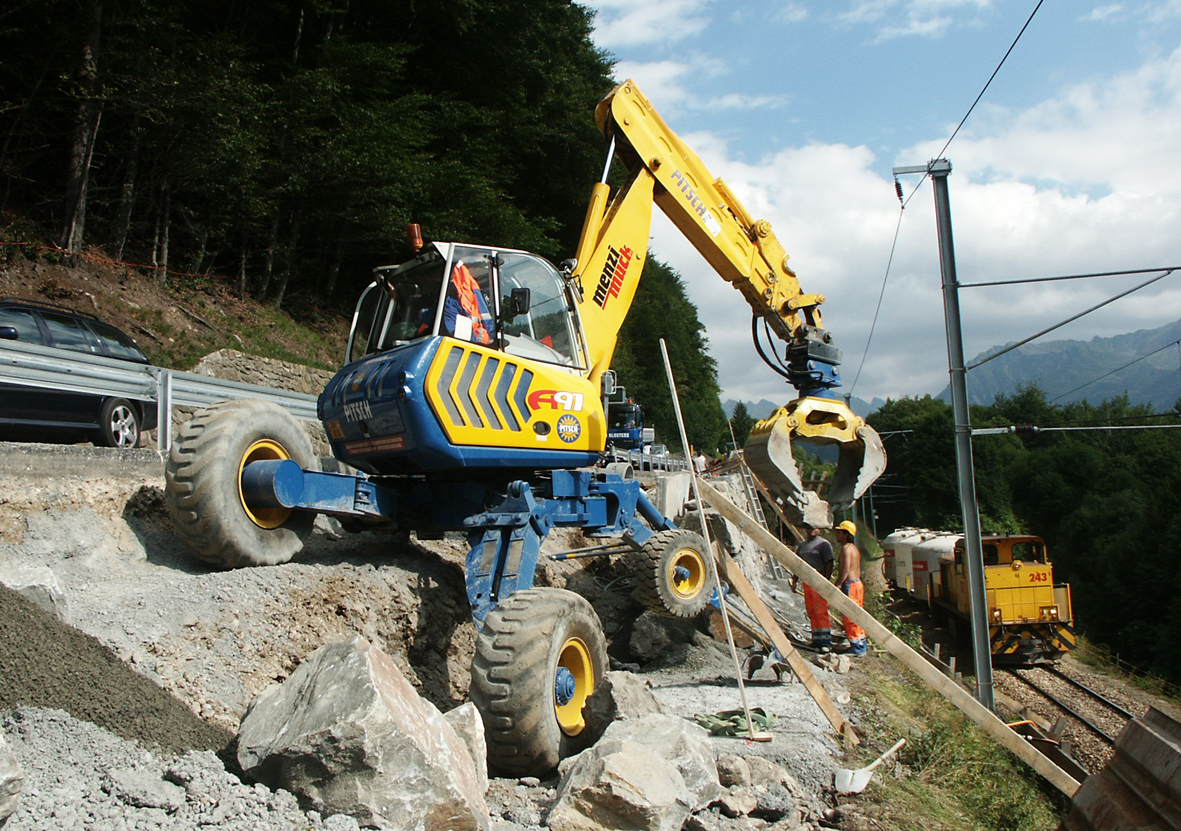
Um dos modelos em atividade

Menzi Muck é uma fábrica suíça de escavadeiras em aranha.
As escavadeiras em aranha possuem rodas ao invés de lagartas, como as escavadeiras convencionais, além de possuírem eixos independentes, ou seja, cada roda pode ser elevada ou abaixada independentes umas das outras. As escavadeiras em aranha foram criadas para serem utilizadas em terrenos com aclives, onde as escavadeiras tradicionais nao conseguem se manter fixas, escorregando.
Usadas em construções de grandes túneis, como escavações de metrô, terrenos muito inclinados como regiões florestais e todo e qualquer terreno onde as escavadeiras tradicionais não conseguem atuar.

## Modelos
Hoje, a Menzi Muck conta com os seguintes modelos:
- A111
- A91
- A81
- A61
- A20